# Hornsberg, Östersund
Hornsberg är en stadsdel i tätorten Östersunds nordvästligaste del belägen på ön Frösön mitt i Sveriges femte största insjö Storsjön. Hornsberg förbinds med fastlandet och stadsdelen Staden genom Frösöbron samt "gångbron".

## Geografi
Hornsberg avgränsas i nordväst av byn Hjelmtorpet. I väster av berget Östberget.  I söder av stadsdelen Östberget (ej samma som berget Östberget). I nordost och sydost är begränsningslinjen Storsjön samt stadsdelen Staden. Stadsdelen är, liksom stora delar av Östersund, relativt kuperad och sluttar kraftigt mot Storsjön.

## Historik
Hornsberg byggdes upp på tre inägodomäner som skapades vid en hemmansklyvning på Östbergs by No 2 1870. De hamnade under samma ägare som 1885 gjorde en tomtstyckningsplan för området. Tanken var att Hornsberg skulle bli en "patricierförstad" till Östersund, men de välbeställda föredrog det centralare belägna Karlslund, och Hornsberg kom i stället att växa fram som en småfolksförstad. I mitten av 1800-talet låg det en gård i området som hette Hornsberg och ägdes av läkaren Pehr Rissler (1781-1866). Han döpte gården efter hans hustru Margareta Charlotta van Hoorn. Den ursprungliga planen för "Villastaden Hornsberg" gjordes 1886 med ett centralt placerat torg varifrån gatorna strålade ut radialt. Därtill fogades efterhand kvadratiska kvarter. 1913 blev Hornsberg stadsplanelagt.
Hornsberg var förbundet med staden via Oscarsbron. År 1900 hade Hornsbergs villastad 614 innevånare, och 1945 hade Hornsberg 4 015 invånare.
Under 1950-talet började Hornsberg bli mer attraktivt, och lockade alltfler välbeställda att bygga nya villor i området. Den bergiga terrängen gjorde byggande ganska dyrt. Många av de äldre husen revs och det märktes en strävan att skapa en mer öppen, exklusiv bebyggelse med stora tomter. Samtidigt fanns ett högt tryck på att komma över tomter, och marken utnyttjades hårt. Samtidigt med villabebyggelsen tillkom även ett flertal mindre flerfamiljshus.

### Administrativ historik
Hornsberg ligger på ön Frösön, som sedan 1975 utgör en del av tätorten Östersund. I Frösö landskommun bildades den 11 mars 1898 Hornsbergs villastads municipalsamhälle. I detta uppgick genom arealutvidgning 1911 det samma år bildade Östberg och Mällby municipalsamhälle, och i samband med ny arealutvidgning den 1 januari 1937 ändrades namnet till Hornsbergs municipalsamhälle.  Detta uppgick 1948 i Frösö köping, som 1971 uppgick i Östersunds kommun. 

### Befolkningsutveckling
| Befolkningsutvecklingen i Hornsbergs villastad 1900–1900 | Befolkningsutvecklingen i Hornsbergs villastad 1900–1900 | Befolkningsutvecklingen i Hornsbergs villastad 1900–1900 | Befolkningsutvecklingen i Hornsbergs villastad 1900–1900 | Befolkningsutvecklingen i Hornsbergs villastad 1900–1900 |
| -------------------------------------------------------- | -------------------------------------------------------- | -------------------------------------------------------- | -------------------------------------------------------- | -------------------------------------------------------- |
|                                                          |                                                          |                                                          |                                                          |                                                          |
| År                                                       |                                                          |                                                          | Folkmängd                                                |                                                          |
| 1900                                                     | 1900                                                     |                                                          | 614                                                      | †                                                        |
| † Befolkning runt ett municipalsamhälle 1900.            |                                                          |                                                          |                                                          |                                                          |

## Föreningar
I Hornsberg verkar sedan 1996 föreningen Gamla Hornsberg för att värna om och dokumentera Hornsbergs gamla miljö och dess kulturarv.

## Sevärdheter
- Vid Hornsbergskyrkan i Hornsberg står den den kända runstenen Frösöstenen.